# X-Men Legends II: Rise of Apocalypse
X-Men Legends II: Rise of Apocalypse är ett datorspel som finns till bl.a. Playstation 2 och Xbox. En uppföljare till "X-Men Legends". Domedagen är nära och X-Men och Brotherhood of Mutants måste slå sig samman i kampen mot superskurken Apocalypse.

## Röster
- Patrick Stewart - Professor X
- Steven Jay Blum - Wolverine, Omega Red
- Richard Green - Magneto
- Grey DeLisle - Mystique
- Dee Bradley Baker - Nightcrawler
- Josh Keaton - Cyclops
- Leigh Allyn Baker - Jean Grey
- Catherine Taber - Rogue
- Dawnn Lewis - Storm
- Scott MacDonald - Gambit, Mikahail
- James Arnold Taylor - Iceman
- Dave Wittenberg - Angel
- Peter Lurie - Sabretooth, Blob, Holocaust
- Lou Diamond Phillips - Forge
- Richard Doyle - Beast
- Scott Holst - Havok
- Tara Strong - Blink
- Jane Carr - Moria McTaggert
- Richard McGonagle - Apocalypse
- John Kassir - Pyro, Sauron, Deadpool
- Kim Mai Guest - Lady Deathstrike, Shadowcat
- Dwight Schultz - Garok, Living Monolith
- Alan Shearman - Sebastian Shaw
- John Di Maggio - Juggernaut
- Armin Shimerman - Toad, Zealot
- Khary Payton - Bishop, Nick Fury
- Daniel Riordan - Mister Sinister, Stryfe
- James Sie - Sunfire
- Alastair Duncan - Bastion
- Quinton Flynn - Banshee, Abyss
- Bobby Holliday - Emma Frost
- Keith Ferguson - Grizzly
- John Cygan - Iron Man, Ka-Zar
- Jennifer Hale - Scarlet Witch, Stepford Sisters
- Marsha Clark - Heather Hudson, Destiny
- Jeannie Elias - Black Queen
- Masasa Moyo - Shanna
- Jim Ward - Colossus, James Hudson

Andra röstskådespelare är Dan Hay, Eric Biessman, Zachary Quarles, Kris Zimmerman, och Tom Kane